# Акубов, Глеб Самсонович
Глеб Самсонович Акубов ( 23 сентября 1928, с. Вавож, Вотская автономная область, РСФСР, СССР —14 января 2001,Ижевск, Удмуртская Республика, Россия) — советский и российский промышленник, организатор производства. С 1966 по 1986 годы — директор завода «Ижтяжбуммаш», с 1986 по 1989 годы — генеральный директор ПО «Буммаш».

## Биография
Глеб Самсонович Акубов родился 23 сентября 1928 года в удмуртском селе Вавож. Когда началась Великая Отечественная война, ему не было и тринадцати лет; уже в первый год войны паренёк со своими сверстниками помогал убирать хлеб и картофель в колхозе, вязал снопы, возил их на зерноток, работал погонщиком лошадей, выполнял всю другую крестьянскую работу. К 15 годам он уже стал считаться взрослым и стал выполнять тяжёлую мужскую работу: косил сено, метал в стога сено, пахал на лошади, управлял конной сеялкой, трудился в колхозной кузнице.
Несмотря на тяжёлое детство, Глеб Акубов окончил школу, а в 1951 году — и Московский горный институт, после чего был направлен в город Сталинск (ныне — Новокузнецк) Кемеровской области, где работал механиком горного цеха. С 1954 по 1956 годы работал в Монголии главным механиком строительства шахты Налайха.
В 1957 году вернулся в Удмуртию, работал главным механиком (1957—1961), а позднее — заместителем директора по строительству Ижевского мотозавода (1961—1966).
19 мая 1966 года Глеб Самсонович был назначен директором завода «Ижтяжбуммаш», первого в СССР предприятия, специализировавшегося на бумагоделательном машиностроении. Завод ещё продолжал строиться, но уже выпускал продукцию: в первой половине года в адрес заказчиков были отгружены почти все сушильные части бумагоделательных машин, различными цехами изготовлено уникальное и нестандартное оборудование для бумагоделательных станков. 4 ноября 1967 года на Пермском целлюлозно-бумажном комбинате вошла в строй действующих первая бумагоделательная машина, изготовленная коллективом завода «Ижтяжбуммаш».
Глеб Самсонович Акубов возглавлял завод «Ижтяжбуммаш» (позднее был реорганизован в ПО «Буммаш»), ведущее в стране предприятие в области бумагоделательного машиностроения, на протяжении 23 лет. За это время коллектив завода в содружестве с НИИ и другими предприятиями разработал, изготовил, смонтировал и сдал в эксплуатацию около 20 бумаго- и картоноделательных машин для предприятий Минлесбумпрома СССР; изготовил серию картоноделательных машин для фабрик Госснаба СССР, позволивших использовать макулатуру для получения картона и экономить ежегодно свыше 200 тысяч кубометров древесины на одну машину; создал и ввёл в эксплуатацию большое количество машин в странах Восточной Европы — Польши, Чехословакии, Болгарии и других. Активно внедрялись передовые разработки, осваивались новые виды товаров народного потребления, оборудование для сельского хозяйства, нефтяной, газодобывающей, фотографической и других отраслей промышленности; был освоен выпуск линий по производству линолеума.
За самоотверженный труд и активную общественную деятельность Глеб Самсонович Акубов был награждён орденом Ленина, двумя орденами Трудового Красного Знамени, орденом «Знак Почета», медалями «За доблестный труд в Великой Отечественной войне 1941-1945 гг.» и «За доблестный труд. В ознаменование 100-летия со дня рождения В. И. Ленина», юбилейными медалями, золотой и четырьмя серебряными медалями ВДНХ, знаком «Шахтерская Слава III степени», был удостоен звания Лауреата Государственной премии СССР «За создание и широкое промышленное внедрение комплекса уникального оборудования», неоднократно отмечался Почётными грамотами министерства и Президиума Верховного Совета Удмуртской Республики.

## Память
- В декабре 2004 года у входа в главный корпус завода «Буммаш» появилась мемориальная доска в память о Глебе Самсоновиче Акубове[3].